# Svarttjärnen (Edefors socken, Norrbotten, 733593-171076)
Svarttjärnen är en sjö i Bodens kommun i Norrbotten och ingår i Luleälvens huvudavrinningsområde. Sjöns area är 0,012 kvadratkilometer och den befinner sig 305 meter över havet.